# Tenma
Tenma di Pegaso (天馬星座の星矢 o 天馬星座のテンマ?, Pegasus no Tenma) è un personaggio immaginario appartenente alla serie di anime e manga I Cavalieri dello zodiaco creato da Masami Kurumada per il suo manga Saint Seiya - Next Dimension - Myth of Hades, sequel diretto della sua opera Saint Seiya - I Cavalieri dello zodiaco del 1986. Il personaggio è stato ripreso alcuni mesi dopo da Shiori Teshirogi per il suo fumetto The Lost Canvas. Entrambe le opere narrano la guerra fra l'esercito di Ade e quello di Atena avvenuta 243 anni prima del fumetto originale di Kurumada, tuttavia non sono in continuity tra di loro.
È il precedente Cavaliere di bronzo appartenente alla costellazione del Pegaso, prima di Seiya di Pegasus. Come s'intuisce dal prologo di Next Dimension e dai discorsi di Asmita della Vergine in Lost Canvas, Tenma altri non è che Seiya nella sua vita precedente, nonché Cavaliere di Pegaso a lui precedente.

## Creazione e sviluppo
Il personaggio di Tenma è stato creato utilizzando il metodo Osamu Tezuka, difatti condivide (come altri protagonisti dei manga dello stesso autore) l'aspetto fisico con il protagonista del primo manga di successo di Kurumada: Ryuji Takane di Ring ni kakero. Tale aspetto è stato già precedentemente usato per il personaggio di Pegasus, reincarnazione di Tenma. Graficamente Tenma è uguale alla sua reincarnazione, che a sua volta è simile (o addirittura uguale) come lineamenti del viso e pettinatura ad altri protagonisti dei manga di Kurumada, come Ryuji di Ring ni kakero, Kojiro di Fuma no Kojiro (opere antecedenti alla serie classica de I Cavalieri dello zodiaco) oppure Teppei di B't X (che invece è successiva al primo manga dei Cavalieri).
Riguardo The Lost Canvas, la mangaka  Shiori Teshirogi ha disegnato Tenma con dei tratti simili a quelli del manga classico ideato da Kuramada e quelli della serie animata, più precisamente quelli dell'arco dei cavalieri di Asgard. La personalità di Tenma doveva essere molto più simile a quella di Seiya, ma l'autore successivamente decise che Tenma dovesse essere un personaggio diverso dalla sua reincarnazione.

## Nome
La scrittura del suo nome varia nei due manga: in Next Dimension il suo nome è scritto in kanji (天馬), mentre in Lost Canvas in katakana (テンマ).
I kanji usati per il suo nome significano Cavallo del cielo e sono gli stessi usati per la costellazione di Pegasus.
Come per il suo successore spesso i suoi nemici ed altri Cavalieri (spesso i suoi superiori) si rivolgono a lui con il nome della sua costellazione (Pegasus, tradotto nell'edizione italiana di Lost Canvas come Pegaso).
Inoltre in Next Dimension, "Pegasus" era il suo soprannome quando era un ladro.

## InNext Dimension

Tenma sulla copertina del primo volume di Saint Seiya - Next Dimension - Myth of Hades

In Next Dimension (sequel e prequel canonico), Tenma è un ragazzo italiano di origini giapponesi fisicamente molto simile al suo successore Seiya; insieme ad Alone sono stati cresciuti dal Sacro guerriero d'argento (Silver Saint) della Coppa, Suikyo (in seguito diventato Specter di Hades, uno dei 3 campioni dell'inferno), che gli dona l'Armatura di Pegasus dopo averlo addestrato in segreto per qualche anno. Caratteristica di Tenma in questa serie, è che all'inizio non sa di essere un Sacro guerriero di Atena e non conosce lo scopo della Cloth che il suo maestro Suikyo (Silver Saint di Crateris) gli ha donato di nascosto. Suikyo si prese cura di Tenma e Alone quando erano piccoli, è poi addestro Tenma per alcuni anni facendolo diventare un guerriero.
Su uno splendido prato fiorito situato su un promontorio disseminato di antiche rovine, Tenma tenta di bloccare Shion e Dohko, venuti per uccidere Alone (il ragazzo predestinato ad accogliere l'anima del dio dei morti nel suo corpo) prima che lo spirito di Hades rinasca dentro di lui, ma tutti e tre vengono fermati da alcuni Specter (fra cui ci sono anche Suikyo di Garuda e Vermeer del Grifone, due dei tre campioni dell'Inferno). Riusciti a salvarsi, Tenma torna al Santuario e prende la decisione, insieme ai due Gold Saint, di combattere sinché Alone e Suikyo non saranno salvi.

### Alle 12 Case
Qui incontra anche Shun di Andromeda, arrivato dal futuro insieme ad Athena grazie all'aiuto del dio Chronos; convinto della buona fede di Andromeda dai suoi occhi puri, simili a quelli di Alone, si schiera dalla sua parte per raggiungere la vetta del Santuario dove si trova Atena, ed inizia a scalare le 12 case dello zodiaco che, in quel mentre, sono sotto attacco da parte degli Specter. Raggiunta la prima casa Shun e Tenma vengono fermati da Shin dell'Ariete che ha ordine di non far passare nessuno, ma, riusciti a convincerlo, proseguono per la seconda casa dove si scontrano brevemente con Ox di Taurus, il Gold Saint custode della seconda casa il quale poi li lascia passare convinto dalle parole dei due ragazzi. Giunti alla Terza Casa, Tenma si trova a vagare nel labirinto di illusioni della casa dei Gemelli, poi incontra Cain, Gold Saint dei Gemelli che lo attacca con la sua tecnica dimensionale che sta per scagliarlo in un'altra dimensione, ma proprio all'ultimo istante viene salvato prima da Shun poi da Suikyo (giunto alla terza casa dopo aver superato in combattimento la prima e la seconda). Mentre Cain si scontra con Suikyo, Tenma e Shun ne approfittano per uscire dalla terza casa e raggiungere la quarta dove incontrano DeathToll di Cancer che vuole ucciderli, il quale gli imprigiona dentro Omertà, la bara del silenzio, per poi scagliarli nella dimensione soglia del regno dei morti, la Yomotsu Hirasaka. Grazie all'intervento di Suikyo (il quale inizialmente sotto l'influsso del colpo mentale di Cain, colpisce Tenma facendogli rischiare la vita) e a un inganno messo in atto proprio da Tenma, riescono a sconfiggere il Gold Saint di Cancer, per proseguire per la casa del Leone. Sulla scalinata che conduce alla quinta casa, Tenma parla con Shun del senso delle guerre, con la speranza che nel futuro la pace possa regnare, poi soffre di un malore causato dai colpi subiti alla quarta casa e lascia proseguire Shun da solo. Poco dopo Tenma giunge alla quinta casa ed incontra Kaiser, il Gold Saint del Leone che sta combattendo contro Shun. Tenma si scontra con Goldie, l'enorme leone amico di Kaiser, rimanendo alla fine svenuto al suolo, mentre alla quinta casa un cosmo oscuro si avvicina. Dopo che un gruppo di specter vengono sconfitti dai custodi della quinta casa, Tenma e Shun proseguono per la sesta casa della Vergine nelle cui vicinanze vedono due stelle cadere dal cielo: sono Shiryu e Hyoga che giungono dal futuro. Nella 6ª casa rischiano la vita per causa del micidiale e potentissimo potere di Shijima (gold saint della Vergine), ma aiutati dallo spirito di Shaka (Gold Saint del XX secolo), riescono a superarla, portando con loro anche il Silver Cloth di Crateris che trovano nel giardino dei salici gemelli della casa della Vergine. I 2 giunti alla 7ª casa di Libra, contemplano il cadavere del grande Suikyo. Tenma veste il suo maestro con la sua armatura originale (il silver cloth di Crateris), poi vengono a sapere da Dohko che al Santuario sta per verificarsi qualcosa di terribile, quindi sono costretti ad affrontare il gold Saint di libra, poiché egli non è intenzionato a lasciarli in vita. Dopo aver colpito i due, Dohko va via, dirigendosi da Athena, è Shun e Tenma lo seguono, mentre salgono le scalinate verso il tempio dello scorpione, si accorgono che in maniera inspiegabile il Sole non si muove più, rimane fermo in cielo. Tenma e Shun cadono in una distorsione spazio-temporale che appare all'improvviso e gli risucchia, ma grazie alla catena di Andromeda i due si mettono in salvo. Intanto al Santuario si verificano dei terremoti è risorge dalle profondità del terreno il gigantesco Tempio del leggendario Ofiuco, la cui energia addormentata tutti gli abitanti del Santuario compresi tutti i Saints e quindi anche Tenma. Shun invece non viene colpito dalla soprannaturale energia e prosegue entrando insieme a Shiryu (che incontra lungo la scalinata) nel tempio di Ofiuco. In seguito Tenma viene risvegliato da Odysseus di Ofiuco, ed inizia a combattere contro di lui poiché egli gli dice che desidera uccidere Atena. Tramite un Flashback si viene a conoscenza che Tenma viveva a Firenze insieme al suo maestro Suikyo e Alone. Alone studiava in un'accademia d'arte per diventare un pittore professionista, mentre Tenma veniva addestrato da Suikyo per diventare un Saint; sempre tramite il flashback si viene a conoscenza che Alone e Tenma erano amici fraterni di una ragazza di nome Sasha. Tenma attacca più volte Odysseus, ma i suoi colpi non hanno nessun effetto su di lui che ad un certo punto rivela a Tenma che la sua grande amica d'infanzia Sasha, altri non è che la reincarnazione di Atena del XVIII secolo, gli dice di andare subito da lei per difenderla poiché gli Spectres di Hades la stanno cercando per ucciderla.

### Firenze
Giunto a Firenze (attraverso un varco dimensionale) Tenma raggiunge la casa di Sasha, la dea Atena del 18º secolo, è si scontra contro il potente Spectre Giulietta di Papillon, che era stato inviato da Pandora per uccidere Sasha. Dopo un duro combattimento, Tenma riesce a sconfiggere Giulietta, ma poco dopo giunge da loro il potentissimo Chagall della Viverna, uno dei 3 Giudici degli Inferi, mandato da Pandora a rapire Sasha. Tenma si scontra contro Chagall il quale si dimostra molto più potente e per poco non uccide Tenma, ma in aiuto del Saint giunge il Gold Cloth del Sagittario, richiamato dal cosmo di Sasha che anche sé addormentata aiuta Tenma, è dopo aver indossato il Gold Cloth Tenma utilizza l'arco d'oro del Sagittario con il quale lancia la potentissima "Freccia della Dea" che uccide Chagall.
Il Bronze Saint di Pegasus è definito come: "colui che protegge Atena e la Terra sin dall'era mitologica."
Inseguito al ritorno di Saori nel futuro, Sasha si risveglia e insieme a Tenma e gl'altri Saint da inizio alla guerra sacra contro Hades del suo tempo.

## InLost Canvas

### L'infanzia e l'investitura a cavaliere
Tenma è un ragazzino italo-giapponese che abita in un villaggio del centro Italia. Cresciuto in un orfanotrofio nella parte povera della città insieme ad altri ragazzi, tra cui Sasha e Arone (suoi migliori amici) è, come il suo successore, un ragazzo istintivo e determinato. Simbolo dell'amicizia che lo lega ai suoi amici è un braccialetto di fiori, fatto dalla stessa Sasha prima di partire per il Santuario. Risveglia il cosmo dentro di sé quando il suo villaggio rischia di essere inondato dalla piena di un fiume, facendosi notare da Dohko, che lo porta con sé al Santuario per farne un Cavaliere di bronzo. Dopo diverse difficoltà, il ragazzo ottiene l'armatura di Pegasus e diventa ufficialmente cavaliere.
Il suo entusiasmo viene però stroncato quando scopre che i suoi amici d'infanzia, Sasha (portata via dall'orfanatrofio cinque anni prima dell'inizio della serie) e Arone, sono in realtà le reincarnazioni di due divinità destinate a combattersi. Incapace di far tornare in sé Arone/Ade (che distrugge completamente il villaggio in cui sono cresciuti), si schiera dalla parte di Athena/Sasha per proteggerla lottando nella Guerra Sacra avvenuta 243 anni prima delle vicende di cui sono protagonisti Pegasus e compagni. Tenma è quindi costretto ad affrontare il dio che una volta era suo amico ed è l'unico in grado di risvegliare quella parte di umanità nascosta del dio degli inferi.

### Nell'Ade e il rosario della vergine
Al suo primo incontro con Arone, Tenma viene ucciso da quest'ultimo. Nonostante ciò si scopre che grazie al braccialetto di fiori di Sasha ed impregnati del cosmo di Atena, l'anima di Tenma è mantenuta ancora nel mondo dei vivi (più precisamente prima del cancello della morte dove passano le anime dei defunti), seppur per un tempo indeterminato. Mentre Yato dell'Unicorno e Yuzuriha della Gru si dirigono nell'Ade a salvarlo, Tenma viene catturato dallo Spectre Fedor della Mandragola, della Stella del Cielo della Ferita, il quale intende eliminare il cavaliere di Pegaso in quanto il suo legame con Alone potrebbe complicare il futuro della guerra e la vittoria di Ade. Dopo aver ucciso Fedor, Tenma riceve l'incarico di raggiungere e distruggere la magnolia degli inferi, ovvero l'albero che permette agli Spectre di ritornare in vita ogni volta.
Prima di compiere la missione, Tenma viene prima ostacolato da Ade/Alone, il quale gli offre l'opportunità di unirsi nella sua causa, cosa che il cavaliere rifiuta, e successivamente da Asmita di Virgo che, dopo un combattimento, fa in modo che Tenma riesca a colpire la magnolia degli inferi, adempiendo così alla missione datagli. Asmita chiede allora a Tenma di raccogliere 108 frutti e di portarli al maestro di Jamir. Giunti al Jamir, Tenma ritorna finalmente in vita ed ottiene una nuova armatura, rigenerata con il sangue di Asmita, e affronta gli Spectre, mentre il cavaliere d'oro della Vergine, attraverso i 108 frutti, crea il rosario della vergine, oggetto con cui si è in grado di bloccare le anime degli Spectre, impedendogli di ritornare in vita, e successivamente si sacrifica per uccidere gli Spectre inviati nello Jamir.

### L'incontro con Yoma
Dopo varie avventure, precisamente durante la corsa dei Cavalieri nella Tela Perduta, si scopre che suo padre è lo Specter Yoma di Mefistole, e successivamente che sua madre, Partita, era una serva che lavorava presso la famiglia di Pandora. Sebbene Tenma sia molto somigliante al padre (oltre che al suo successore) come aspetto fisico, secondo il genitore ha ereditato il carattere e la testardaggine della madre. Yoma spiega a Tenma che lui ha architettato l'incontro tra il figlio, Alone e Sasha e quindi la loro amicizia, e di essere il regista della Guerra Sacra, di cui ha influenzato gli eventi di nascosto per evitarne la staticità per suo personale piacere, osservando come si sarebbero comportati gli attori. Yoma ha persino inserito l'anima di Ade nel corpo di Alone quando era neonato, per evitare il solito procedere statico della guerra sacra. Dopo queste rivelazioni, Tenma furioso intende affrontare Yoma, ma quest'ultimo lo esorta a scatenare la sua ira non su di lui, bensì sulla guerra. In seguito svanisce, lasciando il figlio a Sasha ed affermando di essere incuriosito dall'esito della guerra.

### Lo scontro finale
Nel corso della battaglia finale contro Ade, Tenma si ritrova a combattere faccia a faccia con Alone, sotto gli occhi di Sasha, Dohko e Sion. Nonostante un combattimento quasi alla pari, Tenma viene trafitto dalla spada di Ade a Alone e, attraverso il sangue dell'amico, è ora in grado di ultimare la Tela Perduta In suo aiuto giungono alcuni compagni cavalieri, tra cui Yato e Yuzuriha che tentano di spronare l'amico a riprendersi per continuare lo scontro. Tenma, dunque, riesce a riprendersi attraverso il cosmo dei suoi compagni, e continua lo scontro con Alone, riuscendo addirittura a colpirlo e a trapassare l'armatura della divinità; in questo modo anche il Lost Canvas inizia a svanire liberando le anime imprigionate. Nonostante ciò, Ade si risveglia e prende completamente possesso del corpo di Alone. Tuttavia Sion ha il piano di esorcizzare Ade e, attraverso le dodici armature d'oro, riesce nell'intendo e libera Alone dalla divinità. Dopodiché, sia Tenma, sia Sasha e sia Alone, ormai libero completamente dall'influsso di Ade, decidono di recarsi dalla malvagia divinità in fuga al Tempio di Plutone. Qui si conclude la Guerra Sacra e Tenma, insieme ad Atena e Alone, muore scacciando lo spirito di Ade nell'Elisio.

## Armatura

Tenma, con la seconda armatura, sulla copertina del volume 31 di Lost Canvas

In Next Dimension, Tenma indossa l'armatura di Pegaso che è uguale alla versione dell'armatura indossata da Seiya nella serie Hades.
L'armatura di Tenma in Lost Canvas è incomprensibilmente diversa dalla prima armatura di Seiya utilizzata nel manga. In seguito, Tenma indossa una nuova armatura rigenerata grazie al sangue di Asmita che, come nel caso della prima versione in Next Dimension, è identica alla versione dell'armatura di Seiya nella serie Hades. Verso la fine della guerra in Lost Canvas, Tenma indossa anche l'armatura divina, che è praticamente identica nella forma a quella indossata da Seiya nella serie/manga classica Hades(ma è molto differente nei colori rispetto alla serie e al manga classico).
Nell'ultimo volume di Saint Seiya Next Dimension Tenma indossa anche il Gold Cloth del Sagittario.

## Tecniche o Armi
- Meteore di Pegaso (Pegasus Ryuseiken, ossia il Fulmine di Pegasus): Tenma traccia nell'aria le tredici stelle della costellazione di Pegaso e successivamente lancia centinaia di pugni alla velocità del suono e oltre. (È una tecnica che proviene dal manga classico, utilizzata molte volte in "Next Dimension" e "Lost Cavans")
- Cometa di Pegaso (Pegasus Suiseiken): Tenma unisce tutta la potenza dei suoi colpi in un unico colpo che forma una cometa. (Tecnica che proviene dal manga classico)
  - Cometa di Pegaso - Miracolo Big Bang: versione molto più potente della Cometa di Pegaso, esclusiva di Lost Canvas
- Freccia della Dea: Tenma scaglia la freccia della Dea, una freccia divina appartenuta ad Atena nell'era mitologica, essa è talmente potente da uccidere un Giudice dell'inferni(uno dei 3 Spectres più potenti di Hades) al primo colpo. Esclusiva di "Next Dimension".[52]